# Straßkirchen
Straßkirchen é um município da Alemanha, situado no distrito de Straubing-Bogen, no estado da Baviera. Tem 38,39 km² de área, e sua população em 2019 foi estimada em 3.263 habitantes.